# Erdei korallgyökér
Az erdei korallgyökér (Corallorhiza trifida) a kosborfélék családjába tartozó, Magyarországon védett növényfaj. 

## Megjelenése
Az erdei korallgyökér 6-18 (ritkán 25) cm magas, lágyszárú, évelő növény. A talajban található korallszerű, húsos, gyökértelen rizómája (gyöktörzse). Szárának színe sárgászöldtől barnásvörösig változhat. Egy vagy két 2-5 cm-es, csökevényes levele van, amelyek hüvelyszerűen ölelik a szárat.      
Májusban virít. A virágzatot 3-10 zöldes-fehéres, 5-6 mm-es virág alkotja. A lepellevelek (szirmok) sárgászöldek, csúcsuk vörösesbarna lehet. A külső lepellevelek szálas-lándzsásak, hosszuk 4-6 mm, szélességük 1-1,5 mm. A belső lepellevelek tojásdadok, hosszuk 4-6 mm, szélességük 2-3 mm. A mézajak (labellum) alig észrevehetően háromkaréjú, fehér alapszíne néha barnásbíboran pettyezett. A murvalevelek 2 mm-esek.         
Termése 7-8,6 mm hosszú, 3,5-6 mm széles, bókoló toktermés.

## Elterjedése
Eurázsia és Észak-Amerika északi részén honos. Elterjedésének északi határa Izlandon és Észak-Skandináviában; a déli Törökország hegyvidékein van. Európában 2400 m, Ázsiában 3500 m-ig találták meg. Magyarországon az Északi-középhegységben, a Bakonyban, az Aggteleki-karszton és Sopron mellett ismertek állományai.      

## Életmódja
Gyér aljnövényzetű hegyvidéki erdőkben, bükkösökben, gyertyánosokban, karszterdőkben, néha fenyvesekben él. Élőhelyein a talaj kémhatását pH 6-7,5 (átlagosan 6,8) közöttinek mérték. A többi orchideához hasonlóan gombákkal alkot mikorrhizát (gyökérkapcsoltságot); anyagcseréjében a nitrogén 52%-a és a szén 77%-a származik a gombától (a gombák viszont - legalábbis részben - fáktól szerzik be a szükséges tápanyagokat). Partnerei elsősorban a Tomentella gombafajok.
Csírázás után kb. egy évbe telik míg kialakítja gyöktörzsét és megfelelő körülmények esetén további egy évbe, míg virágzik. Hajtásai csak virágzáskor jelennek meg a felszínen. Április végétől május végéig virágzik, középnapja május 17-re esik. A virágokat kisebb bogarak, méhek, legyek porozzák be, de a beporzás elmaradása esetén a portokból a pollen a bibére hull és önmegtermékenyítés következik be. Egy felmérés során a virágok 70-85%-a termékenyült meg. A termések júliusra érnek be.        

## Természetvédelmi helyzete
Az erdei korallgyökér nagy területen elterjedt, népes populációi ismertek és nem figyelték meg létszáma erőteljes csökkenését; ezért a Természetvédelmi Világszövetség Vörös listáján "nem fenyegetett" státusszal szerepel. Magyarországon eddig összesen 21 állományát mérték fel, amelyből 14 1990 után is fennmaradt; visszaszorulásának mértéke 33%-os. Teljes egyedszáma kb. ezer lehet. 1988 óta védett, természetvédelmi értéke 10 000 Ft.

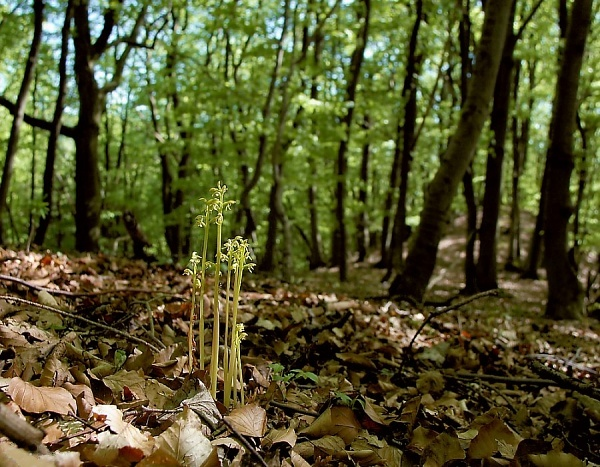
Élőhelye
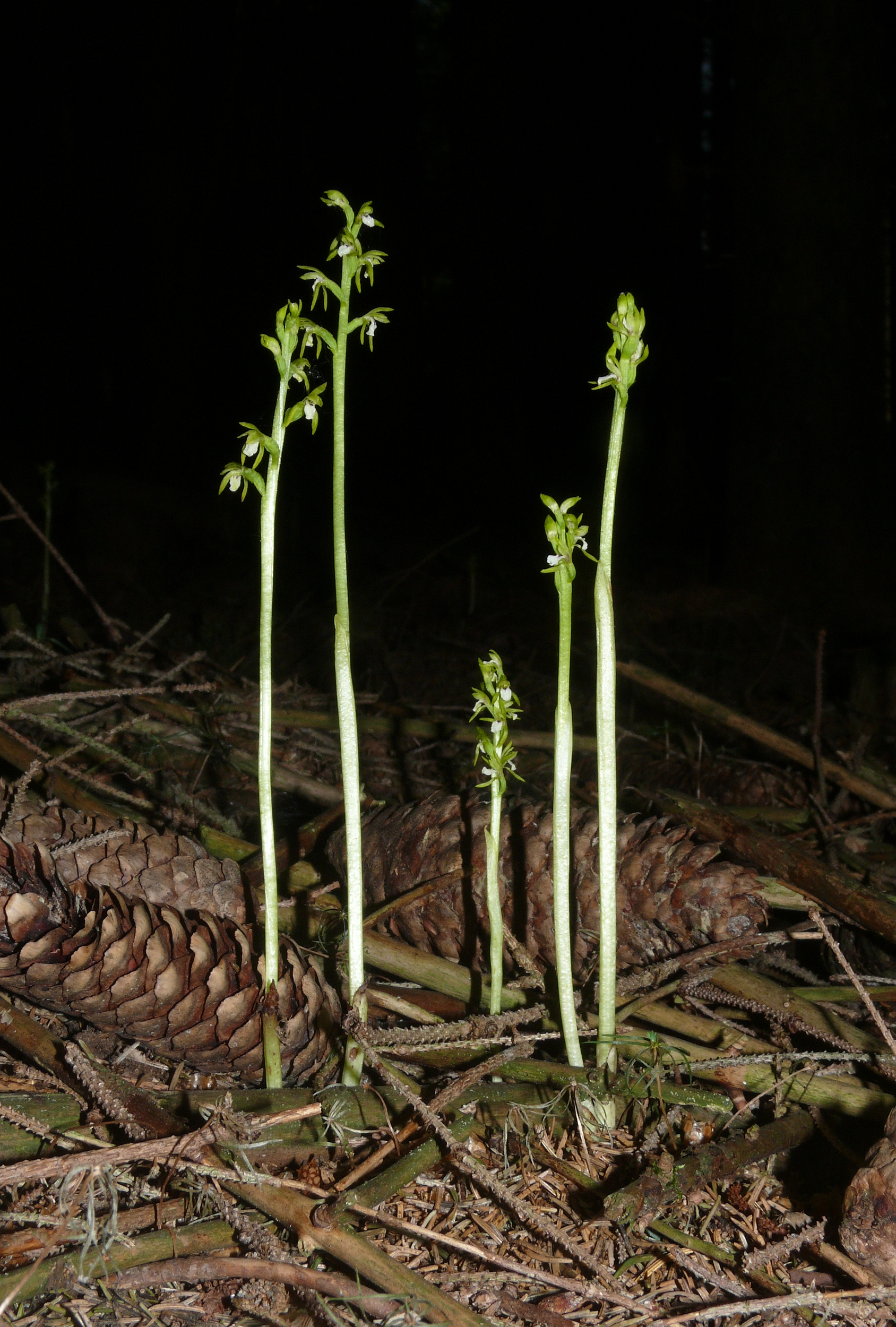
Habitusa
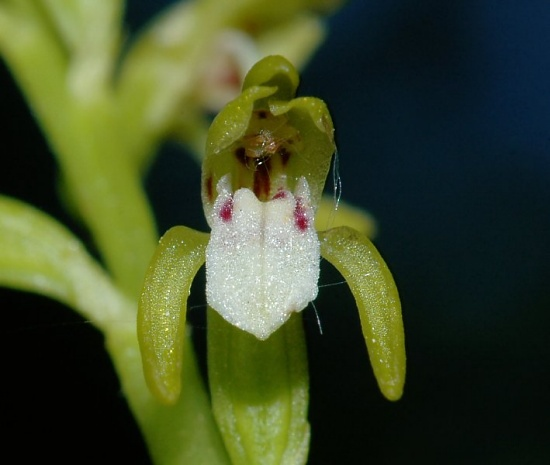
Virága
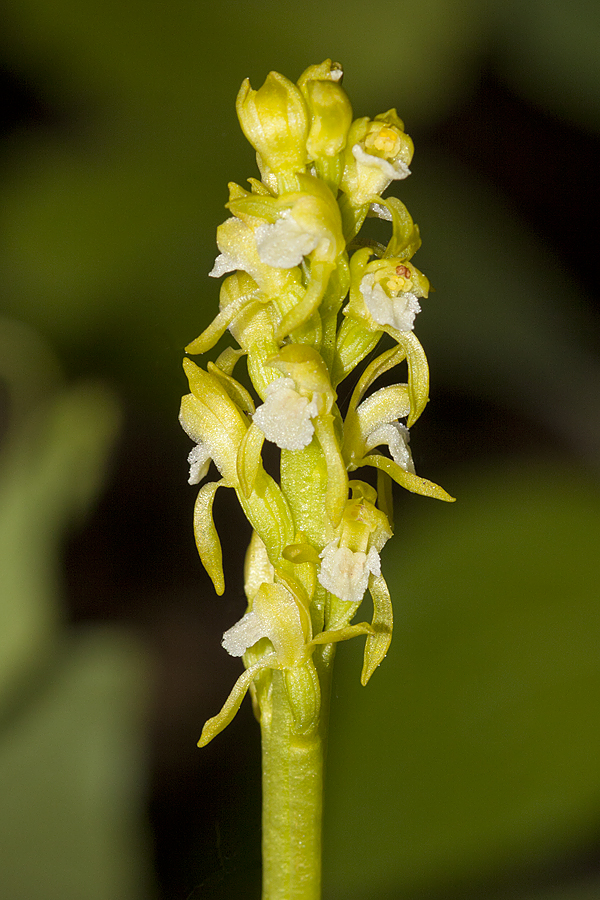
Virágzata
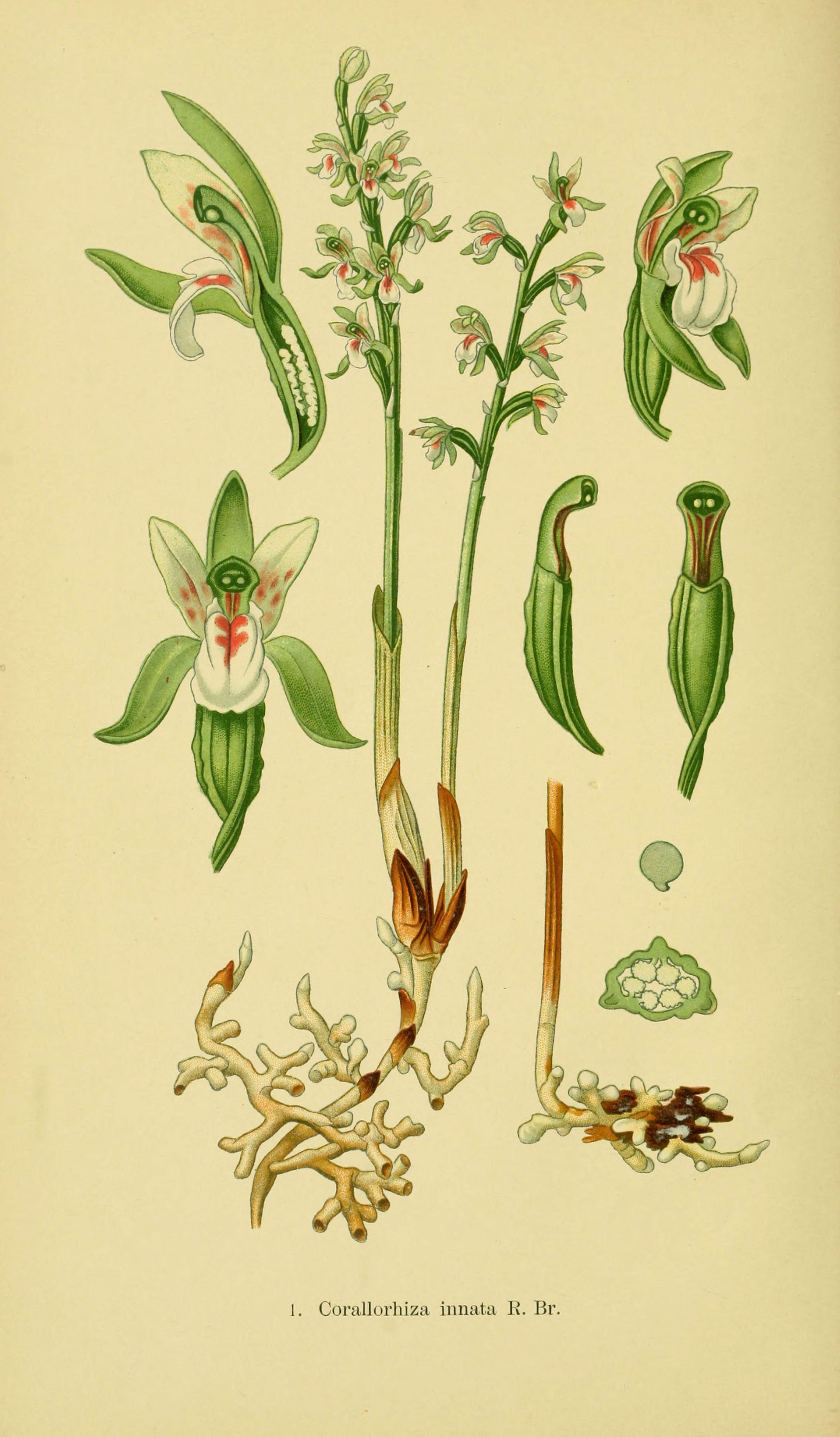
Ábrázolása egy német botanikakönyvben (1904)